# Жуківщина (заказник)
Жуківщина — ботанічний заказник місцевого значення в Україні. Розташований біля села Харківці Гадяцького району Полтавської області.
Площа - 141 га. Створено згідно з Рішенням Полтавського облвиконкому від 17.04.1992 № 74. Перебуває у користуванні ДП «Гадяцький лісгосп» (Лютенськеке лісництво, кв. 1-3).
Охороняється лісовий масив в долині річки Псел із типовими кленово-липово-дубовими угрупованнями. Виявлено
рідкісні види: рослин – 6, тварин – 18. Має грунтозахисне значення.

## Галерея

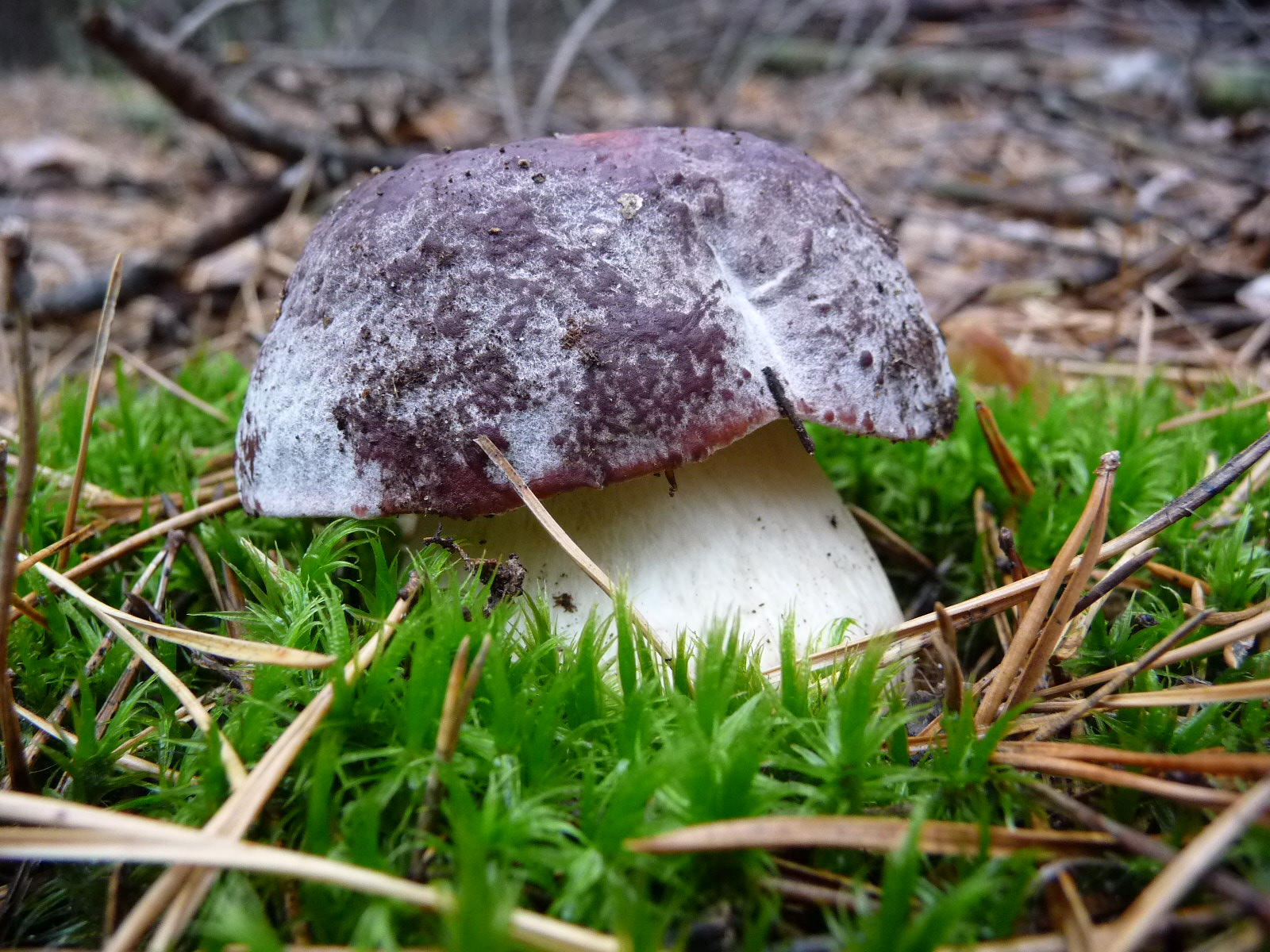
Дари лісу
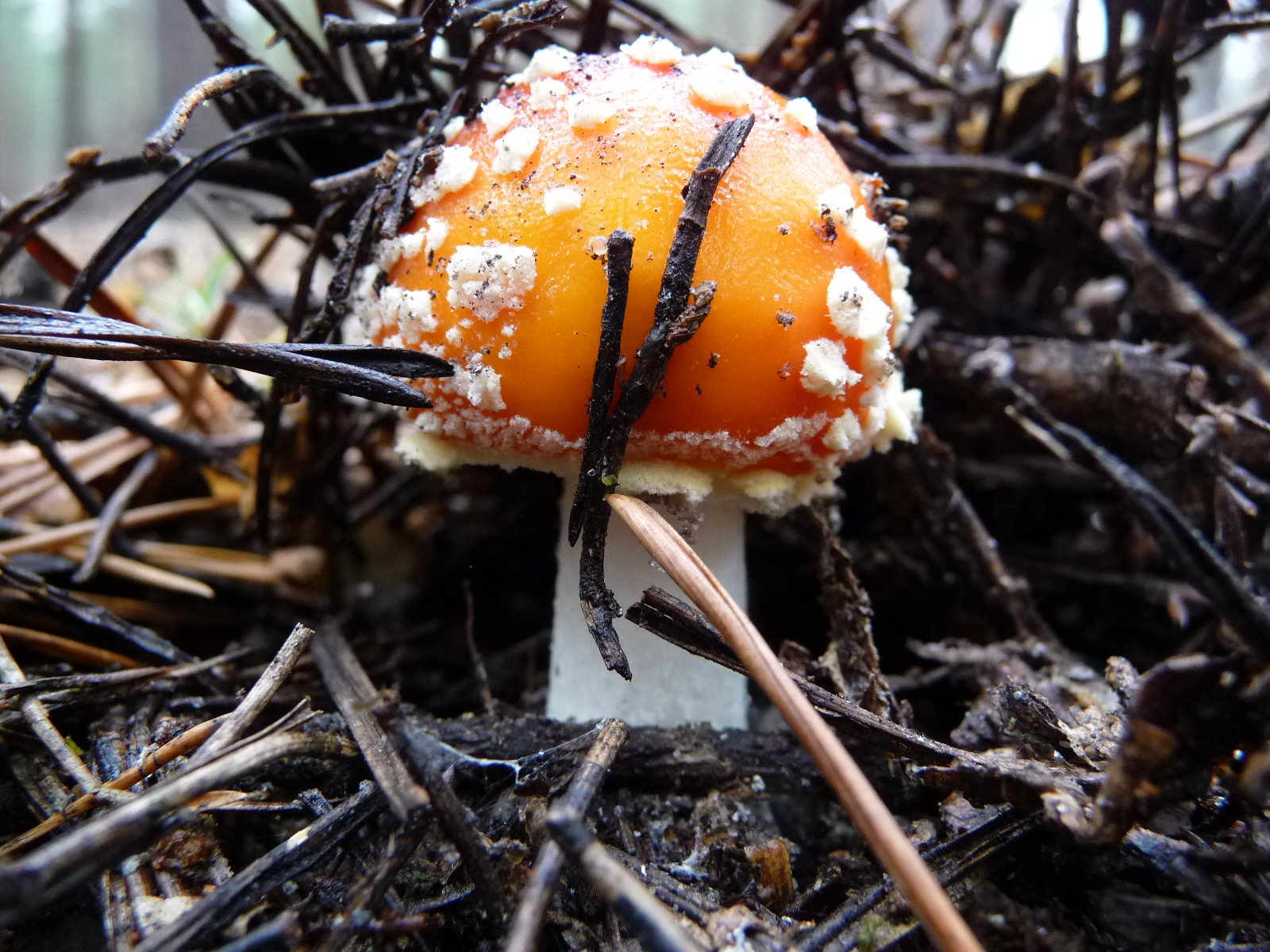
Мухомор